# Diplopanax
Diplopanax es un género con dos especies de plantas con flores perteneciente a la familia Cornaceae. Es originaria del sur de China a Vietnam.

## Especies aceptadas
A continuación se brinda un listado de las especies del género Diplopanax aceptadas hasta marzo de 2013, ordenadas alfabéticamente. Para cada una se indica el nombre binomial seguido del autor, abreviado según las convenciones y usos, y la publicación válida.
- Diplopanax stachyanthus Hand.-Mazz., Sinensia 3: 198 (1933).
- Diplopanax vietnamensis Aver. & T.H.Nguyên, Novon 12: 435 (2002).